# خشونت علیه زنان در ایران
خشونت علیه زنان در ایران شامل اشکال مختلفی از «خشونت مبتنی بر جنسیت» است و ممکن است شامل آزار عاطفی، فیزیکی، جنسی یا ذهنی باشد که معمولاً توسط یک مرد علیه یک زن انجام می‌شود. اشکال رایج خشونت علیه زنان در ایران شامل اعمالی مانند آزار خانگی، تجاوز جنسی و قتل است. برای اینکه خشونت علیه زنان تلقی شود، این عمل باید صرفاً به دلیل زن بودن قربانی انجام شود. به‌طور معمول این اعمال توسط مردان در نتیجه نابرابری‌های جنسیتی طولانی مدت موجود در کشور انجام می‌شود.
رفتار یا حتی تهدید به رفتار خشونت‌آمیز مبتنی بر جنسیت که منجر به آسیب و رنج فیزیکی، جنسی و روانی در زنان شود، خشونت علیه زنان تعریف می شود. طبق این تعریف اعمال اجبار و ایجاد محرومیت خودسرانه از آزادی برای زنان، چه در عرصه عمومی اتفاق بیفتد،‌ چه در عرصه خصوصی، جزو تعریف خشونت علیه زنان قرار می گیرد. این مفهوم که اولین بار توسط یوهان گالتونگ در سال ۱۹۶۹ مطرح شد.
خشونت علیه زنان پدیده ای است که در آن زن به خاطر جنسیت خود و به علت صرفاً زن بودن مورد اعمال زور و تضییع حق از سوی جنس مخالف قرار می گیرد. به‌طور کلی هر نوع عمل یا رفتاری که به آسیب جسمی، جنسی و روانی یا محرومیت و عذاب زن منجر شود خشونت علیه زنان گفته می شود. تهدید به چنین اعمال و رفتاری، محرومیت از آزادی به اجبار یا به اختیار، اعم از زندگی شخصی و یا جمعی نیز جزء خشونت علیه زنان می باشد.
خشونت خانگی اغلب به معنی تعرض مرد به همسر (شریک عاطفی مونث) است. خشونت خانگی علیه زنان را می‌توان به عنوان هرنوع اقدام یا قصور وابسته به جنسیت تعریف کرد که منجر به مرگ، آسیب جسمی، جنسی یا روانی و آسیب معنوی به زنان می شود؛ که توسط افرادی با پیوندهای خانوادگی یا حتی بدون این پیوندها که از طریق پیوندهای خویشاوندی یا کلامی با هم در ارتباط هستند از جمله روابط پراکنده ایجاد می شود.
خشونت پلیس  با زنان به‌ بهانه‌های مختلف و ضرب و شتم آنان از مظاهر خشونت علیه زنان در بعضی کشور ها می‌باشد.

## مفهوم
خشونت علیه زنان یک پدیده قدیمی و نسبتاً گسترده در همه جوامع است. خشونت علیه زنان عبارت است از کلمه یا مفهومی که به شیوه ای گسترده و فراگیر برای دربرگرفتن آزار کلامی، ارعاب، آزار و اذیت فیزیکی، قتل، تجاوز جنسی، و تجاوز جنسی استفاده شده‌است. این شکل از خشونت مبتنی بر جنسیت است. خشونت دقیقاً به دلیل جنسیت آنها اتفاق می‌افتد، به ویژه به این دلیل که قربانیان زن هستند.
سازمان ملل متحد رفتار یا حتی تهدید به رفتار خشونت‌آمیز مبتنی بر جنسیت که منجر به آسیب و رنج فیزیکی، جنسی و روانی در زنان شود، «خشونت علیه زنان» تعریف می‌کند. طبق این تعریف اعمال اجبار و ایجاد محرومیت خودسرانه از آزادی برای زنان، چه در عرصه عمومی اتفاق بیفتد، چه در عرصه خصوصی، جزو تعریف «خشونت علیه زنان» می‌گنجد.

از جمله دلایل شکل‌گیری این مفهوم، می‌توان به تغییر نقش‌های جنسیتی و به دنبال آن تغییر جایگاه زنان و دگرگونی رابطه قدرت میان زن و مرد در ساختار خانواده و جامعه اشاره کرد که در نهایت منجر به بازنگری در شرح حقوق زنان شده‌است. بنا به تعاریف حقوق بشری، از خشونت فیزیکی، خشونت روانی، خشونت جنسی، خشونت اقتصادی، خشونت دولتی و خشونت اجتماعی می‌توان به عنوان انواع خشونت علیه زنان نام برد. این مفهوم که اولین بار توسط یوهان گالتونگ در سال ۱۹۶۹ مطرح شد. گالتونگ در کتاب «خشونت، صلح و تحقیقات صلح» می‌نویسد: 
«هنگامی‌که یک مرد همسرش را کتک می‌زند یک نمونه خشونت در حوزه خصوصی اتفاق افتاده اما هنگامی‌که میلیون‌ها مرد، همسران‌شان را در ناآگاهی و جهل نگه می‌دارند خشونت ساختاری رخ داده‌است.»
خشونت سیستماتیک بر تمامی جنبه‌های زندگی زنان از سلامت و امنیت فردی‌شان گرفته تا سلامت روان کودکان‌شان تأثیر می‌گذارد. زنانی که از حقوق اساسی خود به دلیل نابرابری‌های ساختاری محروم می‌شوند به لحاظ جسمی و روحی با آسیب‌های جسمی نظیر بارداری‌های ناخواسته، سقط‌جنین‌های غیر ایمن، ابتلا به ایدز، ناتوانی‌های مادام‌العمر و… آسیب‌های روانی مانند ترس، اضطراب، افسردگی، اختلال در عملکرد جنسی و بروز رفتارهای وسواسی در آن‌ها روبه‌رو هستند. در حقیقت این خشونت نه یک رفتار معطوف به فرد بلکه ناشی از روابط نابرابر قدرت میان مردان و زنان است که امکان اعمال چنین خشونتی را ممکن می‌کند.

## انواع

### خشونت پلیس
خشونت پلیس در جمهوری اسلامی با زنان به‌ بهانه‌های مختلف و ضرب و شتم آنان از مظاهر خشونت علیه زنان در ایران می‌باشد.
- روز جمعه ۱۶ اردیبهشت ۱۴۰۱ در منطقه سد لتیان یک مامور پلیس پس از ضرب و شتم یک زن به همراه دو مامور دیگر این شهروند را به زور سوار خودروی پلیس می‌کنند. ویدئو این خشونت پلیس با زنان ایران در شبکه اجتماعی به‌صورت گسترده منتشر شده است.[۹]

### زن کشی
زن کشی در گزارش سازمان بهداشت جهانی به عنوان «قتل عمدی زنان به دلیل زن بودن» تعریف شده‌است. به‌طور مشابه، توسط زنان سازمان ملل، اتحادیه برای پایان دادن به خشونت علیه زنان، و دفتر کمیساریای عالی حقوق بشر سازمان ملل به عنوان «مرگ خشونت آمیز زنان به دلایل جنسیتی» تعریف شده‌است. زن کشی به عنوان نوع خاصی از خشونت علیه زنان یا خشونت جنسیتی طبقه‌بندی می‌شود که سازمان ملل در سال ۱۹۷۹ آن را به عنوان «مکانیسمی برای تسلط، کنترل، سرکوب و قدرت بر زنان» توصیف کرد.
زن‌کشی در ایران بر اساس قوانین داخلی ایران و به دلیل سرپرستی داشتن مرد خانواده بر «جسم و جان» زنان تحت سرپرست خود به‌عنوان پدر یا شوهر، کمترین مجازات را در پی داشته و بسیاری از مردانی که مرتکب زن‌کشی یا قتل به بهانه‌های ناموسی شده‌اند. پدر رومینا اشرفی که خرداد ۱۳۹۹ به قتل رسید تنها به ۹ سال حبس و پرداخت دیه محکوم شد. حکمی که به گفته وکیل مادر رومینا دور از انتظار نبوده‌است. قوانین ایران نه تنها خشونت علیه زنان را منع نمی‌کند بلکه با حمایت از فرد خشونت گر به‌صورت سیستماتیک این خشونت را در بسیاری از موارد ترویج هم می‌کند.

#### قتل‌های ناموسی
قتل‌های ناموسی بیشتر در جوامع سنتی با فرهنگ مردسالار و مذهبی رخ می‌دهند، مرتکبان قتل‌های ناموسی در ایران نیز، عموماً محارم زنان هستند که در لوای قانون و به‌نام شرع و حفظ غیرت، دست به زن کشی می‌زنند. اردیبهشت ۱۳۸۷ ایسنا به نقل از سرهنگ مختاری فرد، رئیس پلیس آگاهی استان خوزستان نوشت بیش از۴۰درصد قتل‌ها در خوزستان ناموسی است. به گفته او استان خوزستان از نظر آمار قتل‌های ناموسی، پس از استان سیستان‌وبلوچستان در رتبه دوم کشوری بود. فریدون عبدی، رئیس اداره بهزیستی دزفول اعلام کرد درسال ۱۳۹۷، ۲۲۵ مورد خشونت علیه زنان در اورژانس اجتماعی شهرستان دزفول ثبت شده‌است.
خشونت علیه زنان در استان جدی و تهدید به مرگ در مناطق حاشیه‌ای کرمان زیاد است. درسال ۱۳۹۸ ،۸۵هزار و ۴۲۰ مورد همسرآزاری ثبت شده‌است.— مدیرکل بهزیستی کرمان، روزنامه شهروند
مطالعه توصیفی- تحلیلی که درسال ۱۳۸۶ در دانشکده بهداشت دانشگاه علوم پزشکی جندی‌شاپور اهواز با نمونه ۱۸۲۰ نفری از زنان چهارده تا پنجاه‌وشش ساله تحت پوشش مراکز بهداشتی چهار شهر اهواز، ‏آبادان، دزفول و اندیمشک انجام شد نشان داد که شیوع خشونت فیزیکی در هر زمان از زندگی مشترک ۲۰٫۲درصد و شیوع خشونت روانی، جنسی و هر نوع خشونت به ترتیب ۴۱، ۱۰٫۹ و ۴۷٫۳درصد بوده‌است. مطالعه دیگری که معاون آموزش، ‏تحقیقات و فناوری دانشگاه علوم پزشکی آبادان درسال ۱۳۹۴ صورت گرفت نشان داد که شیوع کلی خشونت ۷۲٫۳درصد و انواع خشونت روانشناختی، فیزیکی، تهدیدکننده حیات و جنسی در این زنان به ترتیب ۷۱٫۷، ۱۷٫۸، ۸٫۳ و ۷٫۱ بوده‌است.
سازمان بهزیستی استان کرمان در پژوهشی که با کمک دانشگاه علوم پزشکی دربارهٔ خشونت علیه زنان در مناطق حاشیه‌ای کرمان انجام داد که نتایجش مشخص کرد خشونت علیه زنان در این مناطق بالاست. شایع‌ترین نوع خشونت‌ها به ترتیب خشونت‌های روانی، ‏کلامی، جسمی، اقتصادی و جنسی بوده‌است. از افراد شرکت کننده در این پژوهش ۴۶درصد انواع خشونت را تجربه کرده‌اند که از این میان، خشونت روانی ‏(۷۸٫۶درصد)، جسمی (۵۵٫۶درصد)، جنسی (۲۸٫۶درصد) و اقتصادی (۳۴٫۷درصد) بوده‌است.
ایجاد خانه‌های امن
کرمان یکی از استان‌هایی است که خانهٔ برای زنان خشونت‌دیده در آن ایجاد شده‌است و در کل کشور ۳۳خانه امن در شهرهای مختلف ساخته شده‌است. این خانه‌ها مرکزی برای زنان در معرض خشونت است، برای زنانی که در جامعه و زندگی فردی‌شان دچار مشکلات می‌شوند.

#### قانون
پس از قتل رومینا اشرافی معاونت زنان و خانواده دولت روحانی طرح تشدید مجازات پدر مرتکب قتل فرزند را مطرح کرد اما در دادگاهی که پدر رومینا را محاکمه می‌کردند اثری نداشت. در این مورد وکیل پرونده در گفت‌وگو با روزنامه شرق از اهمیت بازنگری در قانون گفت:
بارها و بارها گفتیم که قوانین ما در حوزه تقابل با این جرائم بازدارنده نیست. قوانین نیاز دارند که به‌روز شوند و مبتنی بر عرف حاکم بر جامعه باشند تا در شرایطی که فجایع تلخی رخ می‌دهد، امکان تقابل با آنها و کاهش آمار آنها توسط قانون و البته به مرور زمان ممکن باشد. قوانینی که ما داریم نیاز دارند که با شرایط فعلی و این روزگار هم تطبیق داده شوند. در آن صورت است که می‌توانیم از قانون و ابعاد متعدد آن در مبارزه با بزهکاری و جرم در جامعه استفاده کنیم— ابراهیم نیکدل‌قدم، وکیل پرونده رومینا اشرفی، روزنامه شرق
اغلب دختران و زنان قربانی قتل‌های ناموسی کسانی‌اند که در برابر قوانین مردسالار و سلطه‌گرانه حاکم می‌ایستند. کنشگران مدنی و فعالان حقوق بشر بر این باورند که تعدد قتل‌های ناموسی به دلیل قوانین زن‌ستیز جمهوری اسلامی ایران است. سخنگوی کمپین توقف قتل‌های ناموسی گفت: «در ۲۰ سال گذشته، تعداد قتل‌های ناموسی در ایران افزایش یافته‌است.» در مطالعه‌ای پرونده قتل ناموسی هزار و ۲۲۰ زن را که در ۲۰ سال (۱۳۹۸) گذشته کشته شده‌اند یافته‌های پژوهشی نشان می‌دهد که آمار قتل‌ها در دو دهه گذشته نه‌تنها افزایش یافته که از مرز بحران نیز عبور کرده‌است. ۲۸۶ مورد این قتل‌ها با اسلحه گرم انجام شده‌است و در رتبه‌های بعدی هم قتل با طناب دار، چاقو، ساطور، اسیدپاشی و آتش قرار دارند.

#### آثار
در سینما
در سینمای ایران چندین فیلم با این موضوع ساخته شده‌است. که می‌توان به موارد زیر اشاره کرد.
- اوریون - علی زمانی
- خانه پدری - کیانوش عیاری
- خانه دختر - شهرام شاه‌حسینی
- صادق کُرده - ناصر تقوایی
- قیصر - مسعود کیمیایی
- لاتاری - محمدحسین مهدویان
- شنای پروانه - محمد کارت

### قاچاق انسان و تن‌فروشی اجباری
براساس گزارش سالانه وزارت امور خارجه آمریکا دربارهٔ قاچاق انسان که در سال ۲۰۱۶ منتشر شد شمار زنان و دختران ایرانی که برای خدمات جنسی اجباری به دبی و نیز کردستان عراق برده می‌شوند افزایش داشته‌است. در ابتدای این گزارش در بخش ایران آمده‌است:
«دولت ایران نتوانسته به استانداردهای حداقلی برای از بین بردن قاچاق انسان برسد و تلاش مؤثری هم در این باره انجام نداده‌است.»
براساس این گزارش ایران در پنج سال گذشته یکی از مراکز ترانزیت و یکی از کشورهای مبدأ و نیز مقصد قاچاق جنسی مردان، زنان و کودکان و نیز کار اجباری بوده‌است. دختران ایرانی ۱۳ تا ۱۷ ساله هدف باندهای قاچاق انسان هستند و برای فروش به خارج از ایران برده می‌شوند. از سال ۲۰۰۹ تا ۲۰۱۵ انتقال دختران از داخل ایران به یکی از کشورهای حاشیه خلیج فارس به منظور ارائه خدمات جنسی اجباری نیز افزایش داشته‌است. در شهرهای تهران، تبریز و آستارا تعداد دختران نوجوانی که برای ارائه خدمات جنسی از آنها استفاده می‌شود افزایش داشته‌است.
شناخت کامل بازار فعالیت‌های غیرقانونی از جمله تن‌فروشی دشوار و در مواردی ناممکن است. در عین حال، بدون شناخت ویژگی‌های بازار پدیده ای مثل تن‌فروشی نمی‌توان سیاست‌های مداخله ای برای پیشگیری، کنترل، یا کاهش آن را طراحی کرد. سن ورود به روسپیگری در ایران بین ۱۶ تا ۲۲ سال و بالاتر از معیار جهانی است. همچنین بررسی برخی عوامل بازار از جمله توزیع مکانی و زمانی فعالیت، تعداد متقاضیان، درآمد و هزینه‌ها و دیگر موارد و مقایسه آنها با یافته‌های مطالعات جهانی نشان می‌دهند که به لحاظ جغرافیایی بازار روسپیگری در شهر تهران در محل‌های فعالیت تقریباً متمرکز و در مسیر خیابان‌های اصلی شهر است و از این لحاظ با الگوهای جهانی مشابهت دارد.
روزنامه جام جم گزارشی با عنوان «شکار ناموس در اینستاگرام» از قاچاقچیانی که در شبکه‌های اجتماعی دختران ایرانی را به کشورهای حاشیه خلیج فارس قاچاق می‌کنند منتشر کرده و نوشته‌است:
«هیچ‌کدام از دیالوگ‌ها و صحنه‌هایش شبیه به مستندها و فیلم‌ها نیست. اینجا همه چیز واقعی است. سیلی خشن و تیز حقیقت از همان اول می‌خورد توی گوشت. پیدا کردن کاسبان دلالی کثیف دختران خیلی هم سخت نیست. شماره تماس آنها در فضای مجازی دست به دست می‌شود. کسانی که بی‌پروا مثبت هجده حرف می‌زنند.»
در سال‌های اخیر اخبار از قاچاق دختران ایرانی به کشور پاکستان و کشورهای حاشیه خلیج گزارش می‌شود. روزنامه مشرق چاپ بلوچستان پاکستان نوشت: در هر ماه ۴۵ دختر کم سن ایرانی، به پاکستان قاچاق می‌شوند که از آنها برای فساد اخلاقی استفاده می‌شود. آنان در کراچی به فروش می‌رسند. در قاچاق این دختران، گروه بزرگی دست دارند که پس از اغفال دختران ایرانی، آنها را به فروش می‌رسانند. در کشورهای حاشیه خلیج فارس، هنگامی که خانواده‌ای به دنبال زن پیشخدمتی می‌گردد یا مردی، زن صیغه‌ای و غیر عرب می‌خواهد، به آدم‌هایی که در برآوردن این نیازها شناخته شده‌اند، رجوع می‌کند. آنها ابتدا مبلغی را به عنوان پیش پرداخت مطالبه می‌کنند و بعد از یک هفته، آنچه را سفارش شده، تحویل می‌دهند.
قوانین
سازمان‌ها و نهادهای حقوق بشری گزارش داده‌اند که دولت ایران در اقدامات بین‌المللی برای مبارزه با قاچاق انسان همکاری نمی‌کند و نیز قوانین داخلی ایران در این زمینه با قوانین بین‌المللی منطبق و سازگار نیست. برخی از قوانین و سنن شرعی در ایران مثل صیغه راه را برای سوءاستفاده قاچاقچیان انسان بازگذاشته و در موارد متعددی این شبکه‌ها زنان ایرانی را طبق همین مقررات صیغه برای فحشای اجباری به مردان کشورهای همسایه می‌فروشند. علاوه بر این عملکرد دستگاه‌های انتظامی ایران در این زمینه مشخص نیست و به نظر می‌رسد که مبارزه با قاچاق انسان و عوارض آن از جمله اولویت‌های بخش انتظامی ایران نیست.

### ازدواج اجباری
ازدواج اجباری، ازدواجی است که بدون رضایت واقعی یک یا دو طرف واقع شده‌است. ازدواج اجباری، حق آزادی انتخاب همسر را نقض کرده و از مصادیق خشونت خانگی است. غالب بزه‌دیدگان ازدواج اجباری زنان بوده و مرتکبان نیز از بستگان بزه‌دیدگان هستند. مطالعهٔ سیاستهای کشورهای مختلف نشان می‌دهد که تدابیر گوناگونی برای مقابله با آن گرفته شده‌است. در ایران نیز همانند سایر کشورها، آمار دقیقی از ازدواج اجباری وجود ندارد. دلایل مذکور دربارهٔ عدم گزارش دهی ازدواج اجباری، در مورد ایران نیز صدق می‌کند. حتی می‌توان گفت که بی رغبتی به گزارش دهی ازدواج اجباری در ایران در مقایسه با سایر نظامها بیشتر است. در نظام حقوقی ایران، فقدان مقررات جامع و مناسب، مقابله با ازدواج اجباری را مشکل ساخته‌است. نگاهی به قوانین مختلف نشان می‌دهد که در کنار اسناد بینالمللی که به حق آزادی ازدواج اشاره کردهاند و ایران به آنها ملحق شده، آزادی ازدواج تنها در مبحث ارکان عقد ازدواج و نیز برخی قوانین خاص مورد توجه قرار گرفته‌است.
در ایران از نظر بسیاری از متخصصین احکام و طبق نظر بیشتر مراجع عظام، ازدواج اجباری ممنوع است. طبق گفته همه مراجع اگر زن و مرد یا یکی از آن دو را مجبور به ازدواج کنند و بعد از خواندن عقد راضی بشوند و بگویند که به آن عقد راضی هستند عقد صحیح است.

### کودک همسری
بر اساس تعریف سازمان جهانی بهداشت، هر انسان کمتر از ۱۸ سال کودک محسوب می‌شود. این تعریف در پیمان‌نامه حقوق کودک و سازمان یونیسف نیز مشابه است. سازمان بهداشت جهانی هرگونه آسیب یا تهدید سلامت جسم و روان یا سعادت و رفاه و بهزیستی کودک به دست والدین یا افرادی‌که نسبت به او مسوول هستند را به‌عنوان کودک‌آزاری تعریف کرده است.
در ایران نیز به مانند دیگر جوامع در حال توسعه پدیده کودک همسری در شکل قابل توجهی در نقاط مختلف کشور شایع است. به طوری که طبق آمارهای رسمی ایران در سال ۹۳ بالغ بر ۱۸۷ هزار ازدواج زیر سن قانونی در سازمان ثبت احوال کشور ثبت شده‌است. بر اساس گفته‌های معاونت پیشگیری از آسیب‌های اجتماعی سازمان بهزیستی کشور در سال ۱۳۹۵، ۱۷ درصد ازدواج دختران در ایران پیش از رسیدن به سن ۱۸ سالگی می‌باشد.
طبق آمار ثبت شده در سازمان ثبت احوال کشور بر اساس آمار ۹ ماه اول سازمان ثبت احوال ایران سال ۹۴، اعلام شد بیش از پنج درصد زنانی که در این مدت ازدواج کرده‌اند کم‌تر از ۱۵سال سن داشته‌اند یعنی ۲۸۲۴۲ نفر. بیش از ۲۱۴ هزار ازدواج دختران ۱۵–۱۹ سال را نیز در این دوره از سال ثبت شده‌است. استان‌های مرزنشین خراسان رضوی، آذربایجان شرقی و سیستان و بلوچستان سه استانی هستند که بیشترین تعداد ازدواج در سنین کودکی در آنان رخ می‌دهد. از جمله دلایل رایج کودک همسری در ایران می‌توان به فقر، ضعف قوانین بازدارنده، آداب و رسوم فرهنگی، اعتقادات مذهبی، اختلاف طبقاتی، تحصیلات، پدرسالاری و «ناموس‌پرستی» مردان اشاره کرد.
یکی از بزرگ‌ترین تضاد‌های قوانین داخلی ایران با پیمان‌نامه حقوق کودک، خود را در سن ازدواج و قدم گذاشتن کودکان به سنین بزرگسالی نشان می‌دهد. بر اساس ماده ۱۰۴۱ قانون مدنی در ایران عقد نکاح دختر قبل از رسیدن به ۱۳ سال تمام شرعی منوط به اذن ولی به‌شرط رعایت مصلحت با تشخیص دادگاه صالح مشخص‌شده است.
بنا بر آمار مرکز آمار ایران، در سه ماهه نخست سال ۱۳۹۹ بیش از ۷۰۰۰ ازدواج دختربچه ۱۰ تا ۱۴ ساله و یک ازدواج دختربچه کمتر از ۱۰ سال به ثبت رسیده است.  کودک‌ همسری‌ بیشتر در میان دختربچه‌ها رواج دارد. در سایه حمایت‌های قانونی و ایجاد تسهیلاتی چون اعطای وام‌های ۷۰ میلیون تومانی به زوجین، آمارهای اعلام‌شده و مقایسه آن با سال قبل‌تر از آن نشان می‌دهد که کودک همسری افزایشی ۱۰٫۵ درصدی داشته است.

##### قانون
پس از سلسله قاجاریه و روی کار آمدن حکومت پهلوی، نوع نگاه هم به مقوله ازدواج تغییر پیدا کرد. اولین قانون رسمی و سراسری که در سطح کشور در رابطه با موضوع ازدواج کودکان و در نظر گرفتن حداقل شرایط سنی آنان برای ازدواج به شکل قانون درآمد به سال ۱۳۱۳ بازمی‌گردد. ماده ۱۰۴۱ قانون مدنی در سال ۱۳۱۳ اعلام می‌کرد که در ایران بر اساس قانون اساسی و مشروعیت قانونی، هیچ ازدواجی بین دختر زیر ۱۵ سال و پسر زیر ۱۸ سال نمی‌تواند شکل گیرد، مگر اینکه شرایط خاصی در نظر گرفته شود که در آن اعتبار ازدواج توسط یک دادخواه عمومی اعلام شود. این استثنا برای مواردی که دختر زیر سن ۱۳ سال و پسر زیر سن ۱۵ سال بود وجود نداشت. به این معنا که آنها نمی‌توانستند به هیچ وجهی ازدواج کنند.
در سال ۱۳۵۳ این قانون تا حدودی تغییر یافت و بر اساس ماده ۲۳ قانون حمایت خانواده، ازدواج زنان قبل از رسیدن به سن ۱۸ سال تمام و ازدواج مردان قبل از اتمام ۲۰ سالگی شان ممنوع شد. بعد از وقوع انقلاب سال ۵۷ در ایران قوانین مربوط به ازدواج نیز تغییر پیدا کرد. با دستور روح‌الله خمینی قانون حمایت از خانواده لغو شده و موقتاً ماده ۱۰۴۱ قانون مدنی مصوب ۱۳۱۳ مبنا قرار گرفت. مدتی بعد قانون جدیدی در سال ۱۳۶۱ وضع شد که به موجب آن سن اولیه ازدواج یا سن بلوغ برای دختران ۹ سال و برای پسران ۱۵ سال در نظر گرفته شد که بر این اساس هرگونه اقدام به ازدواج در زیر این سن‌های اولیه غیرقانونی بود. نهایی‌ترین تغییر در قانون مدنی در سال ۱۳۸۱ تصویب شد که بر مبنای آن مشروعیت ازدواج بین دختران و پسران زیر سن تعریف شده بلوغ (۱۳ و ۱۵) با رضایت یک قاضی صالح به عنوان یک شرط تأیید شد.
با وجود واکنش‌ها و مخالفت‌های زیادی که توسط صاحب نظران شده‌است ولی مجلس شورای اسلامی ایران هنوز تصمیمی در خصوص کودک همسری و تعیین حداقل سن ازدواج نگرفته‌است. طبق ماده ۱۰۴۱ قانون مدنی ایران، ازدواج کودکان با اجازه والدین و مجوز دادگاه امکان‌پذیر است.

### کودک مادری
سازمان بهداشت جهانی بارداری نوجوانان را بارداری‌ای تعریف می‌کند که در آن مادر در زمان پایان بارداری زیر ۲۰ سال سن داشته باشد. بر اساس آمارهای اعلام شده سالانه حدود ۱۶ میلیون دختر ۱۵ تا ۱۹ سال و یک میلیون دختر زیر ۱۵ سال بارداری و زایمان را تجربه می‌کنند که اکثر این بارداری‌ها در کشورهای فقیر و کم‌درآمد گزارش شده‌اند. بر اساس مطالعات انجام‌گرفته دختربچه‌هایی که حداقل تحصیلات را دارند پنج برابر بیشتر از دخترانی که تحصیلات بیشتری دارند در معرض بارداری و تجربه مادری در سنین کودکی هستند.
ایران یکی از کشورهایی است که با توجه به قانونی بودن ازدواج کودکان در آن، کودک مادری تبدیل به امری نگران‌کننده در این کشور شده است. مطابق با آمار اولیه شمار موالید سال ۱۴۰۰ (بر حسب سن مادر در زمان تولد) که از سوی سازمان ثبت‌احوال کشور منتشر شده، در شش ماه و ۱۶ روز نخست سال ۱۴۰۰، تعداد  ۷۹۱ کودک از مادران ۱۰ تا ۱۴ ساله متولد شده‌اند. استان سیستان و بلوچستان با ثبت تولد ۲۴۸ نوزاد، دارای بالاترین آمار زایمان کودک مادران در ایران است.

### اسیدپاشی
اسیدپاشی یکی از انواع شدید خشونت بوده و ممکن است در مواردی منجر به مرگ قربانی نیز شود. اسیدپاشی حمله‌ای است که نه به قصد قتل، بلکه معمولاً برای انتقام و نابودی زندگی اجتماعی و آینده قربانی انجام می‌شود. اسید ماده‌ای است که قرن‌ها از شناخت آن می‌گذرد، اما به نظر نمی‌رسد که پدیده اسیدپاشی قدمتی بیشتر از صد و پنجاه سال داشته باشد.
سال ۱۳۹۳ بنابر گفته‌های مسئولان استان اصفهان و کادر درمانی بیمارستان فیض شاهد ۴ مورد اسیدپاشی در بازهٔ زمانی کوتاهی بوده‌است. مسئولان انگیزه این اسیدپاشی‌ها را خصومت شخصی اعلام کرده‌اند این در صورتی است که قربانیان وجود هرگونه خصومت شخصی را رد می‌کنند اما وجه مشترک بیشتر قربانیان نداشتن پوشش چادر، ماشین سواری کردن و حضور در محدودهٔ خیابان مهرداد و دروازه شیراز است.

### آدم‌ربایی
یکی از راه‌های بسیار شایع قاچاق زنان در ایران ربودن دختران کم سن و سال می‌باشد. به گزارش معاون مبارزه با جرائم جنایی پلیس آگاهی تهران، در هر ماه شاید ۴۰۰ پرونده آدم‌ربایی دختر در دایره ۱۱ اداره آگاهی تشکیل می‌شود.

### آزار و اذیت و خشونت جنسی
خشونت جنسی علیه زندانیان سیاسی در ایران رواج دارد. گفته می‌شود که توسط مقامات نادیده گرفته شده یا حتی تسهیل شده‌است. گزارش‌های منتشر شده به سازمان ملل نشان می‌دهد که تجاوز جنسی توسط بازجویان در ایران برای دهه‌ها مورد استفاده قرار گرفته‌است. در دهه ۱۹۸۰، پس از انقلاب اسلامی ایران، تجاوز جنسی به زندانیان سیاسی زن به حدی بود که حسینعلی منتظری، معاون وقت آیت‌الله خمینی، را بر آن داشت تا در نامه‌ای به تاریخ ۷ مهر ۱۳۶۵، مطالب زیر را به خمینی بنویسد: «آیا می‌دانستید در برخی از زندان‌های جمهوری اسلامی به زنان جوان تجاوز می‌شود؟» دو تن از اعضای جامعه حقوق بشر ایران، وکیل فمینیست و روزنامه‌نگار شادی صدر و وبلاگ نویس و فعال مجتبی ثمی نژاد مقالاتی را از داخل ایران به صورت آنلاین منتشر کردند مبنی بر اینکه تجاوز جنسی در زندان سابقه طولانی در جمهوری اسلامی دارد. مهدی کروبی در ۹ مرداد ۱۳۸۸ در نامه‌ای به رئیس مجمع تشخیص مصلحت نظام خواستار رسیدگی به زندان‌های ایران به دلیل احتمال شکنجه و به‌ویژه آزار جنسی مردان و زنان شد. او در ۱۹ مرداد ماه به علی لاریجانی رئیس مجلس نامه نوشت و خواستار ملاقات با محمود احمدی‌نژاد رئیس‌جمهور، صادق لاریجانی رئیس قوه قضائیه، اکبر هاشمی رفسنجانی کشور شد تا شخصاً اسناد و مدارک خود را در مورد پرونده‌های جنسی ارائه کند.

### حجاب اجباری
حجاب اجباری یکی از خشونت‌آمیزترین قوانینی است که زنان در ایران با آن رو به رو هستند.  حجاب اجباری در ایران با مقاومتی روزمره رو به روست. علاوه بر اعتراض‌های علنی به حجاب اجباری، آمارها هم حاکی از آن است که زنان با رعایت نکردن حجاب در مقابل آن مقاومت می‌کنند. مدیرمسئول سابق روزنامه کیهان در جریان یک مناظره تلویزیونی که در سال ۱۳۹۹ برگزار شد اعلام کرد ۷۰ درصد مردم در ایران با حجاب اجباری مخالف‌اند و سالانه حدود پنج درصد از شمار کسانی که ملتزم به حجاب هستند کاسته می‌شود.
از ابتدای جمهوری اسلامی، حجاب زنان به عنوان یکی از بارزترین نشانه‌های نمایش «کشور اسلامی» مورد توجه حاکمان قرار گرفت.حکومت در چهار دهه گذشته با به کارگیری سیاست‌های قهری در صدد محقق کردن هدف خود برآمده است. از زمان شکل‌گیری حکومت جمهوری اسلامی تاکنون، اشکال مختلف ستم و خشونت گسترده علیه زنان در قالب انواع برنامه‌های دولتی پیش برده شده است. در زندان با تحقیر و شکنجه، در خیابان با حضور گشت‌های ارشاد، در مدارس و نظام آموزش و پرورش با محتوای ضد زن و القای نقش‌های فراتر و فروتر به مردان و زنان، در دادگاه‌ها با انواع توهین‌های جنسیتی و خوارکننده و قوانین تبعیض آمیز طلاق و حضانت و در خانواده و عشیره زیر سایه یک مرد، اشکال مختلف سرکوب و کنترل به شکل مستقیم و غیرمستقیم جریان دارد.

#### قانون
به‌موجب ماده ۱۴۱ قانون مجازات اسلامی، «هر کس عملاً در انظار، اماکن عمومی و معابر تظاهر به عمل حرامی کند علاوه بر کیفر عمل به حبس از ۱۰ روز تا دو ماه یا ۷۴ ضربه شلاق جریمه می‌شود و اگر مرتکب عملی شود که نفس آن عمل دارای کیفر نباشد ولی عفت عمومی را جریحه‌دار کند، فقط به حبس از ۱۰ روز تا دو ماه یا ۷۴ ضربه شلاق محکوم می‌شود.» و در تبصره آمده است: «زنانی که بدون حجاب شرعی در معابر و انظار عمومی ظاهر شوند به حبس از ۱۰ روز تا دو ماه یا از ۵۰ هزار تا ۵۰۰ هزار ریال جزای نقدی محکوم خواهند شد.»

### خشونت خانگی
در ایران روابط خانوادگی زن و شوهر توسط قانون مدنی تنظیم می‌شود که ازدواج را نهادی سلسله مراتبی می‌داند که در آن شوهر بر زن خود اختیار دارد. ماده ۱۱۰۵ می‌گوید: «در روابط زن و شوهر، سمت سرپرستی در انحصار شوهر است». زوج مکلف به نفقه زوجه است ولی در صورت عدم انجام وظیفه زوجه این تکلیف از بین می‌رود: ماده ۱۱۰۸ می‌گوید: «هرگاه زوجه بدون عذر مشروع از ادای وظایف زوجه امتناع کند مستحق آن نخواهد بود.»
ماهیت خشونت خانگی با قوانینی که از کنترل، ظلم و خشونت علیه زنان حمایت می‌کند، پیچیده‌است. حکومت این کار را با ترویج عقاید بنیادگرایانه زنان به عنوان دارایی مردان انجام می‌دهد. این کار را با ایجاد یک سیستم حقوقی نابرابر و مجازات نکردن حمله حتی زمانی که منجر به جراحت شدید یا حتی گاهی مرگ شده‌است، انجام می‌دهد، در نتیجه خشونت خانگی نمی‌تواند صرفاً خانوادگی باشد، بلکه شروع به شکل‌گیری یک خشونت سیستماتیک می‌کند که توسط سنت شعله‌ور می‌شود، توسط مذهب شعله‌ور می‌شود، توسط دولت مستبد مسلط تشویق می‌شود، و فقر و بی سوادی به آن قدرت می‌بخشد. در مرکز این موضوع، این باور در قانون عرفی ریشه دارد، که مردان مسئول امور خانه خود، به ویژه رفتار با اعضای خانواده هستند، و نباید تحت مداخله دولت قرار گیرند.
فمینیست‌های ایرانی معتقدند که مسائل زنان باید بیشتر مورد بررسی قرار گیرد، زیرا زنان بسیاری در ایران با خشونت خانگی مواجه هستند. روشنفکران دینی با درگیر شدن در تحلیل اکراهی از نحوه طرح سؤال زن در بافت ایرانی پاسخ داده‌اند. تاکنون، تحلیل‌های آن‌ها پیامدهای جنسیتی مبارزه با مطلق‌گرایی و اقتدار سنتی را در نظر نمی‌گیرد. با این حال، تعامل پویای پروژه اصلاحات با مطالبات و خواسته‌های بخش‌های مختلف زندگی عمومی ایران اجازه نخواهد داد که موضوع در اینجا باقی بماند. روشنفکران دینی در تلاش برای بازآفرینی حقیقت اساسی دینی در قالب مفاهیم و نظام‌های فکری جدید، به‌طور فزاینده‌ای باید با نابرابری‌های جنسیتی سیستماتیک به شیوه‌ای نظام‌مندتر برخورد کنند. برخی از عناصر محافظه‌کار جامعه ایران به تلاش‌های فمینیستی برای کاهش خشونت خانگی در ایران واکنش نشان داده‌اند. برای مثال، مینو اصلانی، رهبر بسیج زنان، با تلاش‌ها برای مبارزه با آزار خانگی در ایران مخالفت کرد، زیرا احساس می‌کرد که ارزش‌های سنتی ایران را تهدید می‌کند. بسیاری از افراد در مناصب قدرت نظرات مشابهی دارند و تلاش‌های فمینیستی برای دستیابی به برابری جنسیتی را تهدیدی برای اصول اسلامی می‌دانند.
شیوع خشونت خانگی به عنوان عاملی برای نرخ بالای خودکشی، عمدتاً از طریق خودسوزی، در میان زنان کرد در ایران ذکر شده‌است. مطالعه سازمان بهداشت جهانی در بابل نشان داد که در سال گذشته ۱۵٫۰ درصد از همسران مورد آزار جسمی، ۴۲٫۴ درصد مورد آزار جنسی و ۸۱٫۵ درصد مورد آزار روانی (به درجات مختلف) از سوی شوهران خود قرار گرفته‌اند که دلیل آن درآمد پایین، سن کم، بیکاری و تحصیلات پایین است.
در سال ۲۰۰۴، قاضی طباطبایی، جامعه‌شناس ایرانی، مطالعه خشونت خانگی را برای پروژه مشترکی که توسط مرکز زنان مشاوره ریاست جمهوری، وزارت آموزش عالی و وزارت کشور انجام شد، رهبری کرد. پژوهشگران، متخصصان، روانشناسان و سوسیالیست‌های برجسته دیگری نیز در مطالعه مراکز ۲۸ استان ایران شرکت کردند که پس از چندین سال  نتیجه آن به ۳۲ جلد رسید. یافته‌های پرسشنامه شامل متمرکز بر حوزه‌های زیر بود:
- خشونت علیه زنان و کودکان
- ازدواج و ازدواج مجدد
- طلاق
- تأثیر آموزش و کار بر خشونت و مسائل خانوادگی.[۸۳]

یافته‌های ۳۲ جلدی فقط در اختیار محققان و پژوهشگران مرکز تحقیقات تهران قرار گرفت و با قانونگذاران و سازمان‌های دولتی به اشتراک گذاشته شده‌است. مطالعه ایران، کشوری متنوع با جوامع قومی و فرهنگی بسیار، نتایج متفاوتی را بر اساس استان به همراه داشت. این را می‌توان به فقدان آموزش عالی، اقتصاد و تسلط دین نسبت داد.
- ۵۳ درصد از زنان متأهل در ایران در سال اول ازدواج چه از سوی شوهران و چه از سوی زن و شوهر مورد خشونت خانگی قرار می‌گیرند.
- همه زنان متأهل شرکت کننده در این مطالعه در ایران، ۷٫۴ درصد از ۹ دسته آزار را تجربه کرده‌اند.
- هر چه تعداد فرزندان در خانواده بیشتر باشد، احتمال وقوع خشونت خانگی نسبت به زنان بیشتر می‌شود.
- ۹٫۶۳ درصد از زنان در این مطالعه گفتند که آرزو داشتند همسرشان در نتیجه آزاری که تجربه کرده‌اند بمیرد.[۸۵]

| دسته اصلی سوء استفاده | آمار | نظرات |
| --- | --- | --- |
| توهین کلامی | در چکیده مقاله ارائه نشده‌است. | |
| آزار جسمی | ۸٫۳۷ درصد از زنان متأهل در این مطالعه گزارش دادند که آزار جسمی شدیدی را تجربه کرده‌اند. | |
| سوء استفاده عاطفی | ۵۲ درصد از زنان متأهل در این مطالعه گزارش دادند که آزار عاطفی را تجربه کرده‌اند. | |
| سوء استفاده اقتصادی، مانند: امتناع از داشتن شغل، محدود کردن فرصت‌های او، گرفتن درآمد، محدود کردن کمک هزینه                              | در چکیده مقاله ارائه نشده‌است. | |
| سوء استفاده قانونی، به عنوان مثال: شوهر در ایران حق دارد حقوق کامل همسرش را با محدود کردن او از مسافرت و بیرون رفتن از خانه سلب کند.   | در چکیده مقاله ارائه نشده‌است. | |
| سوء استفاده آموزشی: محدود کردن حق رفتن به مدرسه                                                                                        | ۷٫۲۷ درصد از زنان متأهل در این مطالعه گزارش کردند که محدودیت‌های تحصیلی و شغلی را تجربه کرده‌اند. | زنانی که تحصیلات عالی دارند و زنان شغلی هستند، سطح کمتری از خشونت خانگی را تجربه می‌کنند.                                                                                                |
| غفلت از طریق محدود کردن غذا یا عدم تغذیه / تأمین کافی برای خانواده                                                                     | در چکیده مقاله ارائه نشده‌است. | |
| سوء استفاده جنسی، از جمله تجاوز زناشویی، بارداری اجباری، سقط جنین اجباری، محدود کردن دسترسی همسر به مراقبت‌های بهداشتی و کنترل بارداری. | ۲٫۱۰ درصد از زنان متأهل در این مطالعه گزارش کردند که تجربه سوء استفاده جنسی را داشته‌اند. با این حال، این تعداد ممکن است به دلیل تابویی که پیرامون این موضوع وجود دارد، به شدت کمتر گزارش شود. از میان زنانی که سوء استفاده جنسی را گزارش کردند، ۵٫۲ درصد گزارش کردند که به دلیل ضرب و شتم شدید شوهرش سقط جنین داشته‌اند. | |
| قتل‌های ناموسی و قتل | ۵٫۲۳ درصد از زنان متأهل در این مطالعه گزارش کردند که خشونت نزدیک به مرگ را تجربه کرده‌اند یا به دلیل خشونت خانگی از زندگی خود می‌ترسند. | رئیس پلیس ایران گزارش داد که: ۴۰ درصد از قتل‌ها در ایران به دلیل خشونت خانگی اتفاق می‌افتد و ۵۰ درصد از کل زنانی که به قتل می‌رسند توسط یکی از اعضای فامیل و عمدتاً از خانه زن انجام می‌شود. |

از حدود سال ۱۹۹۴ تعداد قابل توجهی پایان‌نامه تألیف شده در مورد مسائل مربوط به زنان در مقاطع تحصیلی عالی از جمله کارشناسی ارشد و پی‌اچ‌دی در دانشگاه‌های ایران وجود داشته‌است. از آنجایی که مقالات نتوانسته‌اند منجر به تغییر یا پیشرفت شوند، اکنون بسیاری از دانشگاه‌ها از نگارش پایان‌نامه‌های مبتنی بر مسائل زنان ایرانی جلوگیری می‌کنند.
براساس تحقیقی که در ایران منتشر شده، در دوران شیوع و قرنطینه کرونا بیش از ۷۷ درصد زنان ایرانی حداقل یکی از انواع خشونت را در دوران قرنطینه تجربه کرده بودند. در میان این ۷۷٫۲ درصد زنانی که قربانی خشونت بوده‌اند، ۹۱٫۲ درصد خشونت روانی، ۶۵٫۸ درصد خشونت جسمی، ۴۲٫۶ درصد خشونت جنسی و ۳۸٫۲ درصد خشونت منجر به صدمه را تجربه کرده‌اند. در دوران همه‌گیری، تماس با اورژانس اجتماعی برای خشونت خانگی افزایش معنی‌داری نداشته‌است، اما زمانی که پیامک خط ۱۲۳ به خانواده‌ها ارسال شد، تماس‌ها هفت تا هشت برابر شد.
براساس گزارش منتشر شده مرکز آمار ایران در سال ۱۴۰۰ در زمینه «همسرآزاری جسمی» طی چهار سال اخیر همواره ۹۴ درصد معاینات پزشکی قانونی در این خصوص بوده‌است. همچنین در طی همین دوره چهار سال بین ۵۵ تا ۹۰ درصد معاینات پزشکی قانونی در خصوص «مدعیان همسر آزاری روانی» بوده و در سال ۱۳۹۹ این میزان به ۹۴ درصد رسیده‌است. آمار منتشر شده از سوی مرکز آمار ایران نشان می‌دهد که حدود ۹۶ درصد از مجموع ۸۰ هزار و ۱۸۷ مورد معاینه مربوط به مدعیان همسر آزاری جسمی پزشکی قانونی در سال گذشته (۱۳۹۹) معطوف به زنان بوده‌است. از مجموع ۱۸۲ معاینه مربوط به «همسرآزاری روانی» در پزشکی قانونی تنها ۱۰ مورد مربوط به مردان بوده و بقیه سهم زنان بوده‌است.
براساس تحقیقی در ایران که نتایج آن در کتاب «زنان کتک خورده»، نوشته شهلا اعزازی منتشر شده، آمده‌است که ۸۳ درصد زنان کتک خورده که در این تحقیق حضور داشته‌اند، خانه‌دار بوده‌اند و ۹۲ درصد زنان کتک خورده در این تحقیق در خانه خود، مورد خشونت واقع شده‌اند. آمار بالای خشونت خانگی که بیشتر اوقات در مقابل کودکان رخ می‌دهد، می‌تواند اثراتی جبران ناپذیر بر نسل بعدی باقی گذارد.

##### قوانین
قوانین موجود (ماده ۴۲، ۴۳، ۶۶ قانون آیین دادرسی کیفری ایران) در نظر دارند خشونت را در قالب آدم‌ربایی، آزار جنسی، سوء استفاده از زنان باردار و «جرایم علیه حقوق و مسئولیت‌های درون خانواده» ممنوع کنند، اما به دلیل فرهنگی و سیاسی از زنان حمایت نمی‌کند، متجاوزان آنها را محاکمه نمی‌کند و به قربانیان خدمات ارائه نمی‌دهد.
قوانینی برای اجرای بهتر قوانین موجود و حمایت از زنان در برابر خشونت در هفته منتهی به ۱۶ سپتامبر ۲۰۱۱ در مجلس ایران با تمرکز بر حمایت و پیشگیری از خشونت علیه زنان، از جمله تمرکز بر قاچاق انسان، حمایت بهتر و خدمات قربانیان، توانبخشی (به ویژه در مورد آزار خانگی) و فرآیندهای بهتر برای مدیریت بازجویی از مجرمان زن در دستور کار قرار گرفت. یکی از کلیدهای موفقیت نهایی، تغییر دیدگاه فرهنگی جامعه در مورد استفاده از خشونت علیه زنان بیان شده‌است.

### خشونت جنسیتی
در عین اینکه دولت‌ها، خشونت مردسالارانه علیه زنان را تدوین و سازماندهی می‌کنند، جامعه متشکل از خانواده، رسانه، نهادها و شبکه‌های اجتماعی که تجسمی از مناسبات اجتماعی، طبقاتی و جنسیتی و متأثر از دولت و بازار هستند، در تولید و بازتولید خشونت نقش ایفا می‌کند. تن زن، کالایی جنسی است که باکرگی او و کنترل آن، ضرورتی است که به شیوه‌های متفاوت در ارزیابی مردان از زنان دخیل است. انگاره‌های مردسالارانه‌ای که نسل به نسل منتقل شده‌اند و موازنه قدرت را به نفع مردان ثابت نگه داشته‌اند.

## سیاست‌ها
قوانین در ایران نه تنها از زنان در برابر خشونت‌های مبتنی بر جنسیت که با آن‌ها در محیط خانه، محیط‌های کاری یا سایر مکان‌های عمومی رو به رو هستند، محافظت نمی‌کند، بلکه در بسیاری از موارد خود مروج خشونت علیه زنان هستند. زنان در ایران از همان کودکی با خشونت‌های ساختاری و سیستماتیک رو به رو می‌شوند. خشونت‌هایی که آن‌ها را از همان دوران کودکی از دسترسی به ابتدایی‌ترین نیازهای انسانی‌شان محروم می‌سازد. ایران در دوران جمهوری اسلامی در زمرۀ پنجاه کشوری قرار می‌گیرد که قوانین مشخصی برای مبارزه علیه خشونت به‌ویژه خشونت خانگی ندارد.

### لایحه منع خشونت علیه زنان
لایحه «منع خشونت علیه زنان» پس از پشت سر گذاشتن فراز و نشیب‌های بسیار در طول ۶ سال اخیر و حتی تغییر نام از لایحه «منع خشونت علیه زنان» به «تأمین امنیت زنان» و در ادامه، «صیانت و کرامت بانوان» که در هر مرحله از تغییر نام، مواردی از مواد آن حذف و دایره شمولش نیز محدودتر شد، تکلیفی نامشخص دارد.
لایحه منع خشونت علیه زنان در برابر خشونت از سال ۱۳۹۲ در دست بررسی و ویرایش است و در شهریور ماه سال ۱۳۹۸ قانونگذاری ایران به تصویب رسید. هدف از این لایحه رسیدگی به موضوع خشونت خانگی علیه زنان در ایران است. این لایحه قصد دارد از طریق آموزش به خشونت بپردازد. در واقع، دوره‌های آموزشی را برای معلمان، والدین و دانش‌آموزان اجرا می‌کند تا به دیگران کمک کند تشخیص دهند که چه زمانی یک زن در معرض خشونت قرار دارد و به آگاهی و آگاهی دربارهٔ موضوع آزار علیه زنان کمک کند. این لایحه همچنین حمایت قانونی از زنان در موقعیت‌های آزاردهنده از جمله خانه‌های امن و کمک‌های پزشکی و روانی برای زنان را اجرا می‌کند. همچنین آموزش‌هایی را برای کارکنان پزشکی آغاز می‌کند تا آنها را در مورد چگونگی کمک به زنان در جستجوی کمک در موقعیت‌های خشونت آمیز تجهیز کنند.
یکی دیگر از اصلاحات اساسی این لایحه مستلزم آن است که مجری قانون نحوه برخورد با خشونت علیه زنان را از نو طراحی کند. قبل از این لایحه، بسیاری از وکلا و مجریان قانون نسبت به رسیدگی به پرونده‌های خشونت خانگی محتاط بودند، که اغلب موارد خشونت علیه زنان را به‌عنوان یک موضوع خانوادگی و نه یک موضوع دولتی در نظر می‌گرفتند. این لایحه اکنون قوه قضائیه و مجریان قانون را ملزم می‌کند که به‌طور جدی به این موضوع بپردازند و آنها را یک موضوع امنیت عمومی بدانند.

### اقدامات
خط تماس ۱۲۳ مخصوص تماس‌های اورژانس اجتماعی است که افراد در معرض آسیب و آسیب‌دیده اجتماعی می‌توانند از آن کمک بگیرند.

## محدودیت‌ها
کلیشه‌های جنسیتی نسبت به ورزش در ایران که زنان در آن‌ها با محدودیت‌های ساختاری‌ رو به رو هستند، بیشتر خود را نشان می‌دهد. دختربچه‌هایی که از همان بدو ورود به مدرسه و به دلیل حجاب اجباری و پوشیدن مقنعه و مانتوهای گشاد و بلند و محدود شدن در فضاهای بسته عملا فرصتی برای تحرک و فعالیت بدنی نمی‌یابند. 
در ایران بسیاری از ورزش‌ها- مانند دوچرخه‌سواری- که انجام دادن آن‌ها نیاز به حضور در عرصه عمومی دارد برای زنان ممنوع اعلام شده است. ممنوعیت دوچرخه‌سواری زنان در ایران آن‌قدر جدی است که حتی دختربچه‌ها هم نمی‌توانند برای رفتن به مدرسه از دوچرخه استفاده کنند. محمدتقی نقدعلی، نماینده خمینی‌شهر در مجلس شورای اسلامی از مخالفان دوچرخه‌سواری زنان با غیرقانونی خواندن و حرام دانستن آن در فضاهای عمومی خواستار آن شد تا با انتقال دوچرخه‌سواری زنان به مکان‌های سرپوشیده مانند پارک‌های مخصوص زنان این فعالیت به امری معقول تبدیل شود.
این ممنوعیت‌ها و محدودیت‌های محیط‌های ورزشی برای زنان و دختران آسیب‌های جسمی و روانی زیادی را به دنبال داشته است. به طوریکه به گفته معاون اجتماعی سازمان بهزیستی ایران، در ۱۵ سال گذشته به دلیل کمبود فضا و تحرک، ظرفیت‌های حیاتی و سلامتی دختران ۱۱ درصد کاهش یافته است.
بر اساس آمار اعلام شده از سوی افشین مولایی، رئیس فدراسیون ورزش‌های همگانی، آمار کم‌تحرکی و ورزش نکردن زنان در ایران به رقم هشدار دهنده ۶۴ درصد رسیده است. مولایی با نگران کننده خواندن این عدد می‌گوید: «اگر در بازه زمانی چهارساله نتوانیم ورزش همگانی را در بین زنان و دختران کشور عملیاتی و اجرایی کنیم در یک دهه آینده فقط با جمعیت زنان بیمار مواجه خواهیم بود.»
تحقیقات نشان می‌دهند کمک به ایجاد زندگی فعال دختران در دوران نوجوانی به ادامه این روند در بزرگسالی آن‌ها کمک شایانی دارد. دختران غیرفعال در آینده به زنان غیرفعال که از بیماری‌های جدی‌ای رنج می‌برند تبدیل خواهند شد. کم‌تحرکی در دختران باعث اختلالات هورمونی می‌شود و پوکی استخوان و کاهش توان عضلات را به دنبال خواهد داشت. اختلالات قاعدگی نیز از دیگر عوارض کم‌تحرکی در دختران گزارش شده است. فشار خون بالا، دیابت نوع دو، سرطان پستان، سرطان تخمدان و دهانه رحم از دیگر بیماری‌هایی است که افراد کم‌تحرک در دوران کودکی در بزرگسالی با آن مواجه خواهند بود.
فرزانه ترکان متخصص پزشکی فیزیکی و مؤسس نخستین نهاد پزشکی ورزشی تحت عنوان هیئت پزشکی ورزشی تهران با اشاره به تحقیقی که در مورد ورزش دختران انجام‌شده میگوید: «در مورد زنان ایرانی با مسئله‌ای مواجهیم که ۶۰ درصد زنان ما با فقر حرکتی از سنین زیر نوجوانی مواجه‌اند؛ یعنی فقر حرکتی از سن دبستان در زنان ما شروع شده است. این وضع ادامه پیدا می‌کند و تا جوانی و میانسالی استمرار می‌یابد و منجر به بیماری‌هایی می‌شود که باید به درمان آن پرداخت و برایش هزینه کرد.» به گفته این متخصص پزشکی و بر اساس تحقیق انجام‌گرفته سن بلوغ دختران در ایران بسیار پایین آمده است و به سن دبستان یعنی ۹ و ۱۰ سال رسیده است. بر اساس تحقیق یادشده سن بلوغ در دخترانی که ورزش می‌کردند بالاتر از سن بلوغ در دخترانی است که ورزش نمی‌کردند.
بر اساس نگاه حکومتی اکثر باشگاه‌های ورزشی در ایران نوبت صبح و ظهر خود را به زنان اختصاص داده‌اند و ساعت‌های عصر و شب که زنان شاغل و دختران نوجوان مدرسه‌ای می‌توانند در آن حضور یابند عملا به مردان اختصاص داده شده است. سیاست‌هایی که به دختربچه‌ها از همان بدو کودکی می‌آموزد، ورزش در ایران قلمرویی مردانه است که سهم اندکی از آن، آنهم در برخی از شهرهای بزرگ و برای طبقه‌ای خاص به آن‌ها اختصاص داده شده است.

## کنشگری و اعتراض
حجاب اجباری
دختران خیابان انقلاب نام پویشی بود که در آن دختران و زنان به نشانهٔ اعتراض به حجاب اجباری در ایران با حرکتی نمادین روسری خود را در خیابان از سر برمی‌داشتند. بعضی از دختران در نقاطی از شهر روی سکو رفته و روسری خود را به نشانه اعتراض بر سر چوب زدند. مردان نیز گاه با تکان دادن روسری یا حمل پلاکارد از این حرکت حمایت کرده‌اند. این حرکت توسط ویدا موحد بنیان‌گذاری و آغاز شد.
اعتراض به خشونت جنسی در سینما
در فروردین ۱۴۰۱ بیانیه‌ایی توسط جمع قابل توجهی (۳۰۰ نفر) از زنان سینماگر سرشناس در اعتراض به خشونت علیه زنان در سینما منتشر شد. در بخش‌هایی از این بیانیه آمده: «در ماه‌های گذشته، زنان در بستری که با همت خود در طی جنبشی علیه خشونت جنسی فراهم کردند، روایت‌هایی حاکی از آزارگری و اعمال قدرت بر زنان در محیط سینما را منتشر کردند. گزارشاتی که نشان می‌دهد هر فرد صاحبت قدرت و شهرت در سازوکار سینمای ایران از موقعیت خود برای قلدری، تهدید، توهین، تحقیر و تعرض به زنان بهره‌برداری می‌کند. بی‌آنکه نهادهای قانونی، خانه سینما، سینماگران و منتقدان آنها را وادار به پاسخگویی و پذیرش مسئولیت کارشان کنند.»
کارزار توقف قتل‌های ناموسی
جمعی از زنان پس از قتل رومینا اشرفی در اردیبهشت ۱۳۹۸، تصمیم گرفتند با ایجاد حلقه‌ای از فعالان حقوق زنان در داخل و خارج ایران برای تغییر قوانین به نفع زنان و آموزش و فرهنگ‌سازی عمومی در این زمینه تلاش کنند. در حال حاضر زنان بسیاری عضو این کارزارند؛ از استادان دانشگاه در کشورهای اروپایی گرفته تا زنان خانه‌دار و روستایی که برای جلوگیری از قتل‌های ناموسی فعالیت می‌کنند.
آزار جنسی
از تابستان ۱۳۹۹ در شبکه‌های اجتماعی به‌ویژه توئیتر جنبش من هم (ایران) آغاز شد؛ این جنبش روایت قربانیان ایرانی از آزارهای جنسی است. این رخداد شبیه به جنبش من هم بود که در سال ۲۰۱۷ جنجال‌های زیادی را آفرید.

## مناسبت‌ها
چهارم آذر روزی است که در تقویم جهانی به نام روز مبارزه با خشونت علیه زنان شناخته می‌شود. از سال ۱۹۸۱، ۲۵ نوامبر هر سال (معادل چهارم آذر) به عنوان روز جهانی رفع خشونت علیه زنان برگزیده شده‌است. این روز برای یادآوری عزم همگانی برای مبارزه با خشونت علیه زنان انتخاب شده‌است. مجمع عمومی سازمان ملل متحد در ۱۷ اکتبر ۱۹۹۹ نامگذاری این روز را به عنوان روزی جهانی تصویب کرد.